# The Outer Worlds
Ne pas confondre avec Outer Wilds, autre jeu vidéo paru en 2019.
The Outer Worlds est un jeu vidéo d'action-RPG développé par Obsidian Entertainment et édité par Private Division. Le jeu est sorti le 25 octobre 2019 sur Windows, PlayStation 4, et Xbox One, et un portage sur Nintendo Switch par Virtuos sort le 5 juin 2020.

## Synopsis
Le jeu se déroule dans un futur alternatif dont le point de divergence se situe en 1901 : le président des États-Unis William McKinley n'est pas assassiné par Leon Czolgosz à l'Exposition Pan-américaine. Theodore Roosevelt ne lui succède alors pas, permettant aux entreprises d'étendre leur emprise sur la société, aboutissant à un monde futuriste où les mégacorporations ont pris suffisamment d'ampleur pour explorer l'espace et y coloniser des planètes.
Le protagoniste est un colon du The Hope, un vaisseau colonial disparu faisant partie de la première vague de colons. Soixante-dix ans après le départ du vaisseau, le savant fou Phineas Welles (Piotr Michael) réveille le protagoniste de son animation suspendue afin qu'il puisse l'aider à sauver les autres colons endormis et à faire tomber le Conseil qui a colonisé le système stellaire Halcyon pour en faire une société capitaliste.
L'Étranger peut recruter des personnes pour former un équipage, à commencer par Parvati Holcomb (en) (Ashly Burch), la timide mécanicienne de la ville d'Edgewater. Dans la même ville se trouve également le vicaire de l'Ordre de l'Inquisition Scientifique Maximillian DeSoto (Dave B. Mitchell (en)), dévoué au « Plan ». Sur le Groundbreaker, l'Étranger peut recruter la Dr Ellie Fenhill (Victoria Sanchez), une  pirate cynique et méfiante, ainsi que le naïf Felix Millstone (Jonathan Silver), fraichement congédié. Nyoka Ramnarim-Wentworth III (Mara Junot), une chasseuse de monstres, se trouve sur Monarch et sert de guide à l'Étranger sur la planète. Elle a un problème avec l'alcool à la suite de la perte de plusieurs de ses amis. Enfin, le robot de nettoyage modifié nommé SAM (Bruce Dinsmore) se trouve dans le vaisseau et attend d'être activé.

## Développement
The Outer Worlds, développé par Obsidian Entertainment et édité par le label Private Division de Take-Two Interactive est annoncé aux Game Awards de décembre 2018 pour le 25 octobre 2019. Il est dirigé par Tim Cain et Leonard Boyarsky, créateurs de la série Fallout. L'univers du jeu est inspiré par d'autres œuvres de science-fiction, comme la franchise vidéoludique Fallout (1997-), la série d'animation Futurama (1999-) ou encore la série Firefly (2002). Le romancier Hugo Gernsback a « inconsciemment » été une influence également. Les westerns Deadwood (2004-2006) et True Grit ont grandement servi pour le langage. Leonard Boyarsky ajoute « Au niveau du ton, il semble que nos jeux aient toujours été influencés d'une manière ou d'une autre par Brazil (1985) et les débuts des Simpson, mais pour TOW, nous avons également ajouté le travail des frères Coen et de Wes Anderson dans le mélange. ».
En mars 2019, une exclusivité d'un an du jeu sur l'Epic Games Store et le Microsoft Store est annoncée. En juillet 2019, Obsidian annonce que The Outer Worlds sera porté sur Nintendo Switch par Virtuos en 2020,.
En décembre 2019, un contenu téléchargeable prolongeant l'histoire est annoncé pour 2020. Intitulé Peril on Gorgon, il est présenté en juillet 2020 à l'occasion du Xbox Games Showcase, et sa sortie est prévue le 9 septembre 2020.
En mai 2021, Microsoft acquiert les droits de Take Two et devient l'éditeur officiel de la licence.

## Réception

### Accueil critique
The Outer Worlds reçoit à sa sortie un accueil généralement favorable, l'agrégateur de notes Metacritic lui donnant 82/100 ou 85/100 selon le support,,. La version Nintendo Switch sortie en juin 2020 est en revanche moins bien reçue, obtenant 67/100 sur Metacritic.

### Ventes
En octobre 2023, The Outer Worlds s'était vendu à 5 millions de copies.

### Récompenses
Fin novembre 2019, The Outer Worlds est sélectionné dans trois catégories de la cérémonie The Game Awards : jeu de l'année, meilleure narration et meilleur RPG. L'actrice Ashly Burch est également sélectionnée pour la meilleure performance pour son interprétation de Parvati Holcomb.
Le jeu remporte le prix Nebula 2019 du meilleur scénario pour un jeu vidéo.

## Suite
Le 13 juin 2021, The Outer Worlds 2 est annoncé lors de la conférence commune à Xbox et Bethesda dans le cadre de l'E3 2021.